# Cretadromus liaoningensis
Cretadromus
Genre
Espèce
Cretadromus liaoningensis, unique représentant du genre Cretadromus, est une espèce fossile d'araignées aranéomorphes de la famille des Philodromidae.

## Distribution
Cette espèce a été découverte dans la formation de Jehol au Liaoning en Chine. Elle date du Crétacé inférieur.

## Étymologie
Son nom d'espèce, composé de liaoning et du suffixe latin -ensis, « qui vit dans, qui habite », lui a été donné en référence au lieu de sa découverte, le Liaoning.

## Publication originale
- Cheng, Shen & Gao, 2009 : A new fossil spider of the Philodromidae from the Yixian Formation of western Liaoning Province, China (Arachnida, Araneae). Acta Arachnologica Sinica, vol. 18, p. 23–27 (en).